# Ghijas ad-Din Tughlak
Ghijas ad-Din Tughlak (zm. luty 1325) – władca Sułtanatu Delhijskiego, założyciel dynastii Tughlaków. W czasie swojego panowania przywrócił znaczenie tureckim elitom wywodzącym się z islamskich zdobywców Indii. Anulował wiele praw wprowadzonych przez władców poprzedniej dynastii Chaldżiów dążąc do budowania ekonomicznej i administracyjnej stabilności sułtanatu. Zapoczątkował również reorganizacje systemu pocztowego i szlaków komunikacyjnych. 
Zginął zamordowany w wyniku spisku w lutym 1325 roku a następca został jego syn Muhammad ibn Tughlak.